# Isarflimmern
Isarflimmern war ein deutsches Gesangsduo der volkstümlichen Musik.

## Karriere
Die Sängerinnen Jeanette Weiß und Sandra Heymann gründeten 1990 das Duo „Isarflimmern (Jeanette & Sandra)“. Kurz darauf veröffentlichten sie ihre Debütsingle Mauerblümchen, die sich insgesamt über 800.000 mal verkaufte. Anfang der 1990er Jahre traten sie in verschiedenen Fernsehsendungen der volkstümlichen Hitparade auf, so unter anderem bei Marianne und Michael, Carolin Reiber und Ramona Leiß.
Nach der Heirat und Schwangerschaft Sandra Heymanns löste sich das Duo 1995 auf und die Frauen zogen sich aus dem Musikgeschäft zurück.
Heute (2012) arbeitet Sandra Heymann als Geschäftsführerin eines Fitness- und Schönheitsstudios in Dachau, Jeanette Weiß hingegen als Model.

## Bekannte Titel
- 1991: Mauerblümchen
- 1992: Oh Heideröslein
- 1993: Ohne Liebe wär das Leben halb so schön
- 1994: Franz, fahr net nach San Francisco

## Diskografie
- 1992: Auf dem Berg gibt’s keine Mauerblümchen (Album)